# U-Typ
Der U-Typ (nach dem Typschiff auch als Typ Kamilla bezeichnet) ist ein Küstenmotorschiffstyp, von dem zwei Einheiten von der russischen Reederei SeaEnergy betrieben werden.

## Geschichte
Der Schiffstyp wurde vom türkischen Schiffsarchitekturbüro VDenge Technology entworfen. Von dem Typ wurden zwei Schiffe auf der türkischen Werft Epic Denizcilik gebaut. Der Bau weiterer Einheiten ist geplant.
Die Schiffe sind für Seetransporte ebenso geeignet wie für Transporte auf Flüssen und Kanälen. Ihre Abmessungen erlauben die Passage von Wolga-Don-Kanal und Wolga-Ostsee-Kanal.

## Beschreibung
Die Schiffe werden von zwei Dieselmotoren mit jeweils 1.030 kW Leistung angetrieben. Die Motoren wirken auf zwei Verstellpropeller. Für die Stromversorgung stehen zwei von Dieselmotoren angetriebene Generatoren zur Verfügung. Die Schiffe sind mit einem Bugstrahlruder ausgerüstet.
Die Decksaufbauten befinden sich im vorderen Bereich der Schiffe, der Maschinenraum ist im hinteren Bereich der Schiffe untergebracht. Dazwischen befinden sich zwei kastenförmige Laderäume. Laderaum 1 ist circa 27 m und Laderaum 2 circa 72 m lang. Die Räume sind 13,2 m breit und 9,2 m tief. Der Laderauminhalt beträgt insgesamt circa 12.000 m³. Laderaum 2 kann auf einer Länge von 36 m mit einem Zwischendeck in der Höhe unterteilt werden. Außerdem kann der Laderaum an drei Positionen durch Querschotten horizontal unterteilt werden. Die Laderäume sind mit Stapellukendeckeln verschlossen. Diese können mithilfe eines Lukenwagens bewegt werden. Der Lukenwagen dient auch zum Errichten des Zwischendecks und der Querschotten.
Die Schiffe können diverse Ladungsarten befördern. Sie sind auch für den Transport sperriger und überdimensionaler Projektladungen geeignet. Die Laderäume können mit offenen Luken gefahren werden und durch die vordere Brücke bestehen keine Sichteinschränkungen beim Transport besonders hoher oder voluminöser Ladungen. Die Schiffe sind für den Transport von Containern vorbereitet. Die Containerkapazität beträgt 530 TEU bzw. 249 FEU.
Der Rumpf der Schiffe ist eisverstärkt (Eisklasse 1D). Am Heck befindet sich ein Freifallrettungsboot. Zur Unterquerung von niedrigen Brücken kann der vordere Mast geklappt werden.
An Bord können bis zu zwölf Besatzungsmitglieder untergebracht werden.

## Schiffe
| U-Typ   | U-Typ       | U-Typ       | U-Typ                                          | U-Typ                      |
| Bauname | Bau- nummer | IMO- Nummer | Kiellegung Stapellauf Ablieferung              | Umbenennungen und Verbleib |
| ------- | ----------- | ----------- | ---------------------------------------------- | -------------------------- |
| Kamilla | 105         | 9894090     | 18. April 2019 12. Mai 2020 28. September 2020 | So in Fahrt                |
| Ella    | 106         | 9894105     | 13. Mai 2020 20. Februar 2021 7. Mai 2021      | So in Fahrt                |

Die Schiffe fahren unter russischer Flagge, Heimathafen ist Sankt Petersburg.